# Campeonato Mundial de Baloncesto Sub-19 de 2013
El Campeonato Mundial de Baloncesto Sub-19 de la FIBA 2013 fue la XVI edición del torneo. Tuvo lugar en República Checa desde el 27 de junio hasta el 7 de julio.

## Primera fase

### Grupo A
| Equipo        | Pts | PG | PP | PF  | PC  | Dif |
| ------------- | --- | -- | -- | --- | --- | --- |
| España        | 6   | 3  | 0  | 271 | 216 | +55 |
| Croacia       | 5   | 2  | 1  | 261 | 241 | +20 |
| Canadá        | 4   | 1  | 2  | 229 | 235 | -6  |
| Corea del Sur | 3   | 0  | 3  | 234 | 303 | -69 |

| 27 de junio de 2013, 17:45 | España                                        | 81–70                | Canadá                                             | |  |
|                            | Parciales: 23 - 19, 16 - 14, 15 - 21, 27 - 16 |                      |                                                    | |  |
|                            | Estadísticas J.Pérez 23 J.Saiz 7 D.Brizuela 5 | Reporte Pts Reb Asts | Estadísticas T.McIntyre 20 D.Notice 7 T.McIntyre 3 | Pabellón: Podvinny Mlyn Arena Árbitros: Panagiotis Anastopoulos Guilherme Locatelli David Joao Domingos |  |

| 27 de junio de 2013, 15:30 | Croacia                                       | 106–89               | Corea del Sur                            |                                                                                     |  |
|                            | Parciales: 20 - 25, 26 - 22, 33 - 18, 27 - 24 |                      |                                          |                                                                                     |  |
|                            | Estadísticas D.Saric 32 D.Saric 12 D.Saric 12 | Reporte Pts Reb Asts | Estadísticas S.Kang 35 G.Cheon 6 H.Heo 5 | Pabellón: O2 Arena Prague Árbitros: Roberto Chiari Rüstü Nuran Luis Roberto Vazquez |  |

| 28 de junio de 2013, 13:15 | Canadá                                             | 66–79                | Croacia                                         |                                                                                             |  |
|                            | Parciales: 19 - 22, 13 - 15, 12 - 15, 22 - 27      |                      |                                                 |                                                                                             |  |
|                            | Estadísticas T.McIntyre 25 T.McIntyre 10 T.Lyles 4 | Reporte Pts Reb Asts | Estadísticas J.Mustapic 21 D.Saric 15 D.Saric 7 | Pabellón: O2 Arena Prague Árbitros: Robert Vyklicky Alejandro Sánchez Varela Alexey Davydov |  |

| 28 de junio de 2013, 15:30 | Corea del Sur                                 | 70–104               | España                                         |                                                                                        |  |
|                            | Parciales: 21 - 20, 14 - 29, 14 - 25, 21 - 30 |                      |                                                |                                                                                        |  |
|                            | Estadísticas I.Park 13 G.Cheon 6 G.Cheon 6    | Reporte Pts Reb Asts | Estadísticas D.Brizuela 20 J.Saiz 15 J.Pérez 4 | Pabellón: Podvinny Mlyn Arena Árbitros: Milija Vojinovic Ricor Buaron Naohiko Uchihara |  |

| 29 de junio de 2013, 13:15 | Croacia                                         | 76–86                | España                                           | |  |
|                            | Parciales: 15 - 25, 25 - 14, 17 - 25, 19 - 22   |                      |                                                  | |  |
|                            | Estadísticas D.Saric 23 D.Saric 14 J.Mustapic 5 | Reporte Pts Reb Asts | Estadísticas D.Brizuela 14 J.Saiz 8 D.Brizuela 5 | Pabellón: Podvinny Mlyn Arena Árbitros: Steven Marquis Anderson Christopher Antony Reid Alexey Davydov |  |

| 29 de junio de 2013, 15:30 | Canadá                                              | 93–75                | Corea del Sur                            |                                                                                                |  |
|                            | Parciales: 27 - 23, 18 - 18, 20 - 20, 28 - 14       |                      |                                          |                                                                                                |  |
|                            | Estadísticas T.McIntyre 26 D.Notice 11 T.McIntyre 4 | Reporte Pts Reb Asts | Estadísticas J.Choi 14 H.Heo 7 G.Cheon 6 | Pabellón: O2 Arena Prague Árbitros: Grzegorz Ziemblicki Borys Shulga Benjamín Jiménez Trujillo |  |

### Grupo B
| Equipo          | Pts | PG | PP | PF  | PC  | Dif |
| --------------- | --- | -- | -- | --- | --- | --- |
| Lituania        | 6   | 3  | 0  | 234 | 180 | +54 |
| Argentina       | 4   | 1  | 2  | 215 | 215 | 0   |
| Irán            | 4   | 1  | 2  | 174 | 214 | -40 |
| República Checa | 4   | 1  | 2  | 189 | 203 | -14 |

| 27 de junio de 2013, 18:00 | República Checa                                   | 74–77                | Lituania                                            |                                                           |  |
|                            | Parciales: 23 - 25, 19 - 17, 21 - 19, 11 - 16     |                      |                                                     |                                                           |  |
|                            | Estadísticas M.Peterka 21 J.Krivanek 9 R.Kouril 7 | Reporte Pts Reb Asts | Estadísticas M.Grigonis 16 D.Krestinin 10 T.Dimsa 3 | Árbitros: Steven Marquis Anderson Ricor Buaron Saso Petek |  |

| 27 de junio de 2013, 20:15 | Irán                                                        | 84–73                | Argentina                                          |                                                                                                |  |
|                            | Parciales: 22 - 13, 18 - 21, 29 - 10, 15 - 29               |                      |                                                    |                                                                                                |  |
|                            | Estadísticas S.Mashayekhi 32 M.Yousofvand 12 V.Dalirzahan 3 | Reporte Pts Reb Asts | Estadísticas M.Bernardini 16 G.Whelan 7 G.Whelan 7 | Pabellón: Podvinny Mlyn Arena Árbitros: Borys Shulga Grzegorz Ziemblicki Naftal Candido Chongo |  |

| 28 de junio de 2013, 18:00 | Argentina                                    | 76–55                | República Checa                                    | |  |
|                            | Parciales: 17 - 17, 22 - 6, 22 - 15, 15 - 17 |                      |                                                    | |  |
|                            | Estadísticas R.Haag 13 G.Deck 8 G.Whelan 5   | Reporte Pts Reb Asts | Estadísticas P.Safarcik 10 P.Safarcik 6 R.Kouril 5 | Pabellón: O2 Arena Prague Árbitros: Christopher Antony Reid Perry Stothart Benjamín Jiménez Trujillo |  |

| 28 de junio de 2013, 20:00 | Lituania                                                 | 81–40                | Irán                                                      | |  |
|                            | Parciales: 23 - 10, 20 - 6, 21 - 9, 17 - 15              |                      |                                                           | |  |
|                            | Estadísticas L.Lekavicius 13 M.Grigonis 8 J.Gintvainis 6 | Reporte Pts Reb Asts | Estadísticas S.Mashayekhi 7 S.Mashayekhi 9 V.Dalirzahan 2 | Pabellón: Podvinny Mlyn Arena Árbitros: Luis Roberto Vazquez Panagiotis Anastopoulos David Joao Domingos |  |

| 29 de junio de 2013, 18:00 | Irán                                                         | 50–60                | República Checa                                   |                                                                                         |  |
|                            | Parciales: 9 - 20, 12 - 12, 8 - 10, 21 - 18                  |                      |                                                   |                                                                                         |  |
|                            | Estadísticas S.Foroutannik 13 S.Mashayekhi 13 S.Mashayekhi 2 | Reporte Pts Reb Asts | Estadísticas M.Peterka 19 M.Peterka 15 R.Kouril 4 | Pabellón: O2 Arena Prague Árbitros: Roberto Chiari Naohiko Uchihara Guilherme Locatelli |  |

| 29 de junio de 2013, 20:15 | Lituania                                          | 76–66                | Argentina                                           |                                                                                           |  |
|                            | Parciales: 19 - 15, 20 - 17, 17 - 14, 20 - 20     |                      |                                                     |                                                                                           |  |
|                            | Estadísticas T.Dimsa 12 M.Geben 10 L.Lekavicius 3 | Reporte Pts Reb Asts | Estadísticas G.Torres 15 M.Bernardini 10 G.Whelan 4 | Pabellón: Podvinny Mlyn Arena Árbitros: Nicolas Maestre Milija Vojinovic Roberto Oliveros |  |

### Grupo C
| Equipo    | Pts | PG | PP | PF  | PC  | Dif |
| --------- | --- | -- | -- | --- | --- | --- |
| Serbia    | 6   | 3  | 0  | 223 | 156 | +67 |
| Australia | 5   | 2  | 1  | 220 | 169 | +51 |
| Brasil    | 4   | 1  | 2  | 167 | 194 | -27 |
| Senegal   | 3   | 0  | 3  | 151 | 242 | -91 |

| 27 de junio de 2013, 17:45 | Senegal                                         | 46–90                | Australia                                   |                                                  |  |
|                            | Parciales: 11 - 26, 16 - 22, 8 - 23, 11 - 19    |                      |                                             |                                                  |  |
|                            | Estadísticas P.Diatta 24 K.Ndiaye 10 K.Ndiaye 1 | Reporte Pts Reb Asts | Estadísticas F.Hofe 16 J.Oswald 11 D.Exum 6 | Árbitros: Roberto Oliveros Alexey Davydov Nan Ye |  |

| 27 de junio de 2013, 20:30 | Serbia                                       | 65–50                | Brasil                          |                                                                                         |  |
|                            | Parciales: 14 - 7, 18 - 10, 15 - 13, 18 - 20 |                      |                                 |                                                                                         |  |
|                            | Estadísticas N.Milutinov 15 S.Pot 13 S.Pot 5 | Reporte Pts Reb Asts | Estadísticas L.Silva A.Da Silva | Pabellón: Podvinny Mlyn Arena Árbitros: Perry Stothart Nicolas Maestre Naohiko Uchihara |  |

| 28 de junio de 2013, 18:15 | Brasil                                                                          | 72–56                | Senegal                                        |                                                                                         |  |
|                            | Parciales: 15 - 12, 9 - 17, 26 - 3, 22 - 24                                     |                      |                                                |                                                                                         |  |
|                            | Estadísticas D.Bordignon Barbieri 14 D.Bordignon Barbieri 9 A.Ferreira Junior 4 | Reporte Pts Reb Asts | Estadísticas A.Ndoye 13 A.Ndoye 10 I.Sankare 2 | Pabellón: Podvinny Mlyn Arena Árbitros: Rüstü Nuran Marwan Egho Leandro Nicolas Lezcano |  |

| 28 de junio de 2013, 15:30 | Australia                                     | 57–78                | Serbia                                              |                                                                                         |  |
|                            | Parciales: 18 - 18, 10 - 26, 18 - 20, 11 - 14 |                      |                                                     |                                                                                         |  |
|                            | Estadísticas D.Pineau 21 N.Duncan 6 E.Naar 3  | Reporte Pts Reb Asts | Estadísticas N.Milutinov 16 N.Jankovic 14 V.Micic 4 | Pabellón: O2 Arena Prague Árbitros: Roberto Chiari Steven Marquis Anderson Borys Shulga |  |

| 29 de junio de 2013, 13:15 | Brasil                                               | 45–73                | Australia                                     |                                                                                        |  |
|                            | Parciales: 9 - 21, 7 - 14, 16 - 20, 13 - 18          |                      |                                               |                                                                                        |  |
|                            | Estadísticas A.Da Silva 8 A.Da Silva 10 D.Siqueira 4 | Reporte Pts Reb Asts | Estadísticas N.Duncan 18 D.Pineau 12 D.Exum 5 | Pabellón: O2 Arena Prague Árbitros: Panagiotis Anastopoulos Robert Vyklicky Saso Petek |  |

| 29 de junio de 2013, 15:30 | Senegal                                        | 49–80                | Serbia                                          | |  |
|                            | Parciales: 15 - 21, 11 - 23, 9 - 14, 14 - 22   |                      |                                                 | |  |
|                            | Estadísticas A.Ndoye 11 P.Diatta 10 P.Diatta 1 | Reporte Pts Reb Asts | Estadísticas M.Andric 13 N.Jokic 11 L.Andusic 4 | Pabellón: Podvinny Mlyn Arena Árbitros: Luis Roberto Vazquez Naftal Candido Chongo Alejandro Sánchez Varela |  |

### Grupo D
| Equipo          | Pts | PG | PP | PF  | PC  | Dif  |
| --------------- | --- | -- | -- | --- | --- | ---- |
| Estados Unidos  | 6   | 3  | 0  | 316 | 133 | +183 |
| China           | 5   | 2  | 1  | 199 | 220 | -21  |
| Rusia           | 4   | 1  | 2  | 184 | 219 | -35  |
| Costa de Marfil | 3   | 0  | 3  | 120 | 247 | -127 |

| 27 de junio de 2013, 18:00 | China                                         | 61–59                | Rusia                                            | |  |
|                            | Parciales: 19 - 15, 14 - 12, 16 - 19, 12 - 13 |                      |                                                  | |  |
|                            | Estadísticas Q.Zhou 28 Q.Zhou 17 Q.Wu 4       | Reporte Pts Reb Asts | Estadísticas R.Karenin 14 M.Kulagin 7 S.Annaev 6 | Pabellón: Podvinny Mlyn Arena Praga Árbitros: Robert Vyklicky Alejandro Sánchez Varela Benjamín Jiménez Trujillo |  |

| 27 de junio de 2013, 20:15 | Costa de Marfil                              | 29–88                | Estados Unidos                                   | |  |
|                            | Parciales: 10 - 31, 7 - 22, 5 - 19, 7 - 13   |                      |                                                  | |  |
|                            | Estadísticas D.Traore 9 D.Traore 5 A.Toure 1 | Reporte Pts Reb Asts | Estadísticas J.Winslow 14 J.Winslow 7 A.Gordon 4 | Pabellón: O2 Arena Prague Árbitros: Milija Vojinovic Christopher Antony Reid Leandro Nicolas Lezcano |  |

| 28 de junio de 2013, 18:00 | Rusia                                              | 78–43                | Costa de Marfil                               |                                                                                              |  |
|                            | Parciales: 24 - 13, 24 - 15, 16 - 9, 14 - 6        |                      |                                               |                                                                                              |  |
|                            | Estadísticas I.Kanygin 22 A.Gankevich 9 S.Annaev 7 | Reporte Pts Reb Asts | Estadísticas D.Traore 15 D.Traore 9 A.Toure 1 | Pabellón: Podvinny Mlyn Arena Árbitros: Grzegorz Ziemblicki Saso Petek Naftal Candido Chongo |  |

| 28 de junio de 2013, 20:15 | Estados Unidos                                   | 113–57               | China                                    |                                                                                          |  |
|                            | Parciales: 29 - 17, 34 - 12, 23 - 10, 27 - 18    |                      |                                          |                                                                                          |  |
|                            | Estadísticas A.Gordon 17 A.Gordon 11 J.Winslow 5 | Reporte Pts Reb Asts | Estadísticas S.Yuan 18 Q.Zhou 4 J.Zhao 2 | Pabellón: O2 Arena Prague Árbitros: Nicolas Maestre Roberto Oliveros Guilherme Locatelli |  |

| 29 de junio de 2013, 18:00 | China                                      | 81–48                | Costa de Marfil                               |                                                                                             |  |
|                            | Parciales: 20 - 7, 27 - 16, 25 - 9, 9 - 16 |                      |                                               |                                                                                             |  |
|                            | Estadísticas S.Gao 23 J.Zhao 9 J.Zhao 7    | Reporte Pts Reb Asts | Estadísticas A.Toure 13 D.Traore 17 A.Toure 2 | Pabellón: Podvinny Mlyn Arena Árbitros: Perry Stothart Ricor Buaron Leandro Nicolas Lezcano |  |

| 29 de junio de 2013, 20:15 | Estados Unidos                                 | 115–47               | Rusia                                              |                                                                                     |  |
|                            | Parciales: 30 - 13, 27 - 17, 30 - 11, 28 - 6   |                      |                                                    |                                                                                     |  |
|                            | Estadísticas J.Okafor 15 M.Tobey 9 J.Winslow 3 | Reporte Pts Reb Asts | Estadísticas M.Kulagin 19 S.Ilnitskiy 5 S.Annaev 4 | Pabellón: Arena Prague Árbitros: Rüstü Nuran Marwan Egho David Joao Domingos Manuel |  |

#### Definición puestos 13°-16°
| Equipo          | Pts | PG | PP | PF  | PC       | Dif |
| --------------- | --- | -- | -- | --- | -------- | --- |
| República Checa | 5   | 2  | 1  | 149 | 137\|+12 |     |
| Corea del Sur   | 5   | 2  | 1  | 248 | 250      | -2  |
| Senegal         | 4   | 1  | 2  | 217 | 212      | +5  |
| Costa de Marfil | 3   | 1  | 1  | 164 | 155      | +9  |

| 1 de julio de 2013, 13:15 | Senegal                                     | 51–53                | Costa de Marfil                             | |  |
|                           | Parciales: 14 - 14, 6 - 13, 20 - 17, 11 - 9 |                      |                                             | |  |
|                           | Estadísticas P.Diatta 13 A.Ndoye 8 K.Fall 2 | Reporte Pts Reb Asts | Estadísticas C.Bah 17 D.Traore 12 O.Toure 3 | Pabellón: Podvinny Mlyn Arena Árbitros: Robert Vyklicky David Joao Domingos Manuel Naohiko Uchihara |  |

| 1 de julio de 2013, 18:00 | Corea del Sur                                               | 96–95                | República Checa                |                                                                                     |  |
|                           | Parciales: 18 - 22, 18 - 30, 30 - 20, 21 - 15 (T.E.: 9 - 8) |                      |                                |                                                                                     |  |
|                           | Estadísticas H.Heo 32 J.Choi 8 H.Heo 3                      | Reporte Pts Reb Asts | Estadísticas M.Peterka L.Festr | Pabellón: O2 Arena Prague Árbitros: Nicolas Maestre Alexey Davydov Roberto Oliveros |  |

| 2 de julio de 2013, 13:15 | Senegal                                       | 88–79                | Corea del Sur                            |                                                                                                  |  |
|                           | Parciales: 21 - 22, 22 - 26, 20 - 18, 25 - 13 |                      |                                          |                                                                                                  |  |
|                           | Estadísticas A.Ndoye 27 A.Ndoye 16 P.Diatta 2 | Reporte Pts Reb Asts | Estadísticas S.Kang 31 J.Choi 5 J.Choi 7 | Pabellón: Podvinny Mlyn Arena Árbitros: Steven Marquis Anderson Saso Petek Naftal Candido Chongo |  |

| 2 de julio de 2013, 18:00 | Costa de Marfil                             | 59–69                | República Checa                                  |                                                                                       |  |
|                           | Parciales: 9 - 21, 5 - 16, 22 - 20, 23 - 12 |                      |                                                  |                                                                                       |  |
|                           | Estadísticas O.Toure 18 D.Traore 15 C.Bah 2 | Reporte Pts Reb Asts | Estadísticas P.Slanina 16 P.Slanina 9 R.Kouril 7 | Pabellón: O2 Arena Prague Árbitros: Borys Shulga Christopher Antony Reid Ricor Buaron |  |

| 3 de julio de 2013, 13:15 | Corea del Sur                                 | 73–67                | Costa de Marfil                                | |  |
|                           | Parciales: 15 - 18, 25 - 18, 16 - 13, 17 - 18 |                      |                                                | |  |
|                           | Estadísticas J.Choi 22 J.Choi 9 J.Choi 7      | Reporte Pts Reb Asts | Estadísticas D.Traore 22 D.Traore 12 O.Toure 6 | Pabellón: Podvinny Mlyn Arena Árbitros: Panagiotis Anastopoulos Marwan Egho David Joao Domingos Manuel |  |

| 3 de julio de 2013, 18:00 | República Checa                                   | 80–78                | Senegal                                         |                                                                                           |  |
|                           | Parciales: 16 - 22, 16 - 15, 30 - 26, 18 - 15     |                      |                                                 |                                                                                           |  |
|                           | Estadísticas P.Slanina 19 K.Ausprunk 8 R.Kouril 7 | Reporte Pts Reb Asts | Estadísticas P.Diatta 20 A.Ndoye 13 I.Sankare 4 | Pabellón: O2 Arena Prague Árbitros: Grzegorz Ziemblicky Naohiko Uchihara Milija Vojinovic |  |

#### Décimo quinto puesto
| 1 de julio de 2013, 11:00 | Senegal | vs. | Costa de Marfil |  |  |
|                           |         |     |                 |  |  |
|                           |         |     |                 |  |  |

#### Decimotercer puesto
| 1 de julio de 2013, 11:00 | Senegal | vs. | Costa de Marfil |  |  |
|                           |         |     |                 |  |  |
|                           |         |     |                 |  |  |

## Segunda ronda

### Grupo E
| Equipo    | Pts | PG | PP | PF  | PC  | Dif |
| --------- | --- | -- | -- | --- | --- | --- |
| Croacia   | 6   | 3  | 0  | 257 | 213 | +44 |
| Canadá    | 5   | 2  | 1  | 249 | 201 | +48 |
| España    | 5   | 2  | 1  | 201 | 178 | +23 |
| Lituania  | 5   | 2  | 1  | 233 | 226 | +7  |
| Argentina | 3   | 0  | 3  | 183 | 237 | -54 |
| Irán      | 3   | 0  | 3  | 176 | 244 | -68 |

| 1 de julio de 2013, 13:15 | Argentina                                      | 63–85                | Croacia                                      |                                                                                               |  |
|                           | Parciales: 10 - 21, 9 - 28, 19 - 17, 25 - 19   |                      |                                              |                                                                                               |  |
|                           | Estadísticas J.Vaulet 13 J.Vaulet 7 P.Barral 5 | Reporte Pts Reb Asts | Estadísticas D.Saric 19 D.Saric 18 D.Mavra 7 | Pabellón: O2 Arena Prague Árbitros: Panagiotis Anastopoulos Borys Shulga Luis Roberto Vazquez |  |

| 1 de julio de 2013, 20:15 | Lituania                                            | 82–76                | Canadá                                           |                                                                                                 |  |
|                           | Parciales: 8 - 21, 21 - 18, 20 - 8, 33 - 29         |                      |                                                  |                                                                                                 |  |
|                           | Estadísticas T.Dimsa 22 M.Grigonis 9 L.Lekavicius 5 | Reporte Pts Reb Asts | Estadísticas T.Mcintyre 28 T.Lyles 10 D.Notice 3 | Pabellón: O2 Arena Prague Árbitros: Rüstü Nuran Christopher Antony Reid Steven Marquis Anderson |  |

| 1 de julio de 2013, 20:15 | Irán                                                            | 59–68                | España                                         |                                                                               |  |
|                           | Parciales: 18 - 15, 7 - 23, 13 - 16, 21 - 14                    |                      |                                                |                                                                               |  |
|                           | Estadísticas M.Yousofvand 17 S.Mashayekhi 7 H.Beigiarbatsofia 4 | Reporte Pts Reb Asts | Estadísticas E.Vicedo 21 E.Vicedo 11 J.Pérez 6 | Pabellón: Podvinny Mlyn Arena Árbitros: Roberto Chiari Marwan Egho Saso Petek |  |

| 2 de julio de 2013, 15:30 | Canadá                                       | 95–57                | Irán                                                              |                                                                                         |  |
|                           | Parciales: 31 - 20, 11 - 15, 26 - 15, 27 - 7 |                      |                                                                   |                                                                                         |  |
|                           | Estadísticas T.Lyles 18 K.Keane 7 K.Keane 8  | Reporte Pts Reb Asts | Estadísticas S.Mashayekhi 13 V.Dalirzahan 6 B.Yakhchalidehkordi 6 | Pabellón: Podvinny Mlyn Arena Árbitros: Nicolas Maestre Milija Vojinovic Alexey Davydov |  |

| 2 de julio de 2013, 15:30 | España                                          | 74–58                | Argentina                                          |                                                                                          |  |
|                           | Parciales: 12 - 16, 18 - 17, 26 - 12, 18 - 13   |                      |                                                    |                                                                                          |  |
|                           | Estadísticas D.Brizuela 17 E.Vicedo 8 J.Pérez 4 | Reporte Pts Reb Asts | Estadísticas M.Bernardini 18 G.Torres 6 P.Barral 4 | Pabellón: O2 Arena Prague Árbitros: Rüstü Nuran Alejandro Sánchez Varela Robert Vyclicky |  |

| 2 de julio de 2013, 20:15 | Croacia                                          | 91–90                | Lituania                                          | |  |
|                           | Parciales: 25 - 20, 34 - 19, 17 - 21, 15 - 30    |                      |                                                   | |  |
|                           | Estadísticas M.Junakovic 27 D.Saric 12 D.Saric 5 | Reporte Pts Reb Asts | Estadísticas M.Grigonis 31 T.Dimsa 7 M.Grigonis 6 | Pabellón: Podvinny Mlyn Arena Árbitros: Grzegorz Ziemblicky Benjamín Jiménez Trujillo Guilherme Locatelli |  |

| 3 de julio de 2013, 13:15 | Argentina                                      | 62–78                | Canadá                                          |                                                                                       |  |
|                           | Parciales: 11 - 17, 12 - 25, 23 - 23, 16 - 13  |                      |                                                 |                                                                                       |  |
|                           | Estadísticas G.Torres 16 J.Saiz 7 L.Gonzalez 3 | Reporte Pts Reb Asts | Estadísticas T.Lyles 21 T.Lyles 12 T.Mcintyre 2 | Pabellón: O2 Arena Prague Árbitros: Christopher Antony Reid Alexey Davydov Saso Petek |  |

| 3 de julio de 2013, 15:30 | Lituania                                           | 61–59                | España                                           |                                                                                                 |  |
|                           | Parciales: 17 - 11, 19 - 15, 11 - 17, 14 - 16      |                      |                                                  |                                                                                                 |  |
|                           | Estadísticas M.Grigonis 13 D.Krestinin 8 T.Dimsa 4 | Reporte Pts Reb Asts | Estadísticas G.Hernangomez 13 J.Saiz 9 J.Marin 2 | Pabellón: O2 Arena Prague Árbitros: Perry Stothart Luis Roberto Vazquez Leandro Nicolas Lezcano |  |

| 3 de julio de 2013, 15:30 | Irán                                                          | 60–81                | Croacia                                     | |  |
|                           | Parciales: 12 - 24, 18 - 21, 16 - 17, 14 - 19                 |                      |                                             | |  |
|                           | Estadísticas S.Foroutannik 17 S.Foroutannik 7 S.Foroutannik 2 | Reporte Pts Reb Asts | Estadísticas D.Saric 27 D.Saric 9 D.Saric 4 | Pabellón: Podvinny Mlyn Arena Árbitros: Benjamín Jiménez Trujillo Roberto Oliveros Naftal Candido Chongo |  |

### Grupo F
| Equipo         | Pts | PG | PP | PF  | PC  | Dif |
| -------------- | --- | -- | -- | --- | --- | --- |
| Estados Unidos | 6   | 3  | 0  | 256 | 179 | +77 |
| Serbia         | 5   | 2  | 1  | 198 | 167 | +31 |
| China          | 4   | 1  | 2  | 215 | 242 | -27 |
| Australia      | 4   | 1  | 2  | 208 | 243 | -35 |
| Brasil         | 4   | 1  | 2  | 231 | 250 | -19 |
| Rusia          | 4   | 1  | 2  | 189 | 216 | -27 |

| 1 de julio de 2013, 15:30 | China                                        | 88–79                | Australia                                     | |  |
|                           | Parciales: 8 - 18, 25 - 19, 28 - 19, 27 - 23 |                      |                                               | |  |
|                           | Estadísticas S.Yuan 27 Q.Zhou 17 J.Zhao 6    | Reporte Pts Reb Asts | Estadísticas D.Exum 20 D.Pineau 15 G.Martin 5 | Pabellón: Podvinny Mlyn Arena Árbitros: Grzegorz Ziemblicky Milija Vojinovic Naftal Candido Chongo |  |

| 1 de julio de 2013, 15:30 | Rusia                                               | 46–60                | Serbia                                              |                                                                                                |  |
|                           | Parciales: 10 - 21, 12 - 14, 13 - 15, 11 - 10       |                      |                                                     |                                                                                                |  |
|                           | Estadísticas S.Ilnitskiy 17 M.Kulagin 8 M.Kulagin 2 | Reporte Pts Reb Asts | Estadísticas N.Milutinov 14 N.Milutinov 8 V.Micic 4 | Pabellón: O2 Arena Prague Árbitros: Perry Stothart Guilherme Locatelli Leandro Nicolas Lezcano |  |

| 1 de julio de 2013, 18:00 | Estados Unidos                                   | 91–66                | Brasil                                            | |  |
|                           | Parciales: 20 - 17, 20 - 17, 29 - 14, 22 - 18    |                      |                                                   | |  |
|                           | Estadísticas R.Sulaimon 15 A.Gordon 10 M.Smart 4 | Reporte Pts Reb Asts | Estadísticas L.Demetrio 15 D.Barbieri 8 D.Ramos 2 | Pabellón: Podvinny Mlyn Arena Árbitros: Benjamín Jiménez Trujillo Alejandro Sánchez Varela Ricor Buaron |  |

| 2 de julio de 2013, 13:15 | Brasil                                                      | 78–82                | Rusia                                              |                                                                         |  |
|                           | Parciales: 18 - 20, 20 - 22, 25 - 21, 12 - 12 (T.E.: 3 - 7) |                      |                                                    |                                                                         |  |
|                           | Estadísticas L.Demetrio 18 D.Barbieri 11 D.Ramos 3          | Reporte Pts Reb Asts | Estadísticas S.Ilnitskiy 29 M.Kulagin 9 S.Annaev 6 | Pabellón: O2 Arena Prague Árbitros: Roberto Chiari Luis Roberto Vazquez |  |

| 2 de julio de 2013, 18:00 | Serbia                                              | 76–50                | China                                 |                                                                                              |  |
|                           | Parciales: 21 - 10, 12 - 14, 17 - 16, 26 - 10       |                      |                                       |                                                                                              |  |
|                           | Estadísticas N.Jankovic 15 N.Milutinov 13 V.Micic 3 | Reporte Pts Reb Asts | Estadísticas Q.Wu 10 S.Gao 7 J.Zhao 3 | Pabellón: Podvinny Mlyn Arena Árbitros: Panagiotis Anastopoulos Roberto Oliveros Marwan Egho |  |

| 2 de julio de 2013, 20:15 | Australia                                    | 51–94                | Estados Unidos                                  |                                                                                             |  |
|                           | Parciales: 12 - 24, 8 - 31, 16 - 22, 15 - 17 |                      |                                                 |                                                                                             |  |
|                           | Estadísticas F.Hofe 17 D.Pineau 8 E.Naar 2   | Reporte Pts Reb Asts | Estadísticas A.Gordon 15 J.Winslow 10 M.Smart 4 | Pabellón: O2 Arena Prague Árbitros: Perry Stothart Naohiko Uchihara Leandro Nicolas Lezcano |  |

| 3 de julio de 2013, 18:00 | China                                         | 77–87                | Brasil                                       |                                                                                          |  |
|                           | Parciales: 15 - 27, 29 - 15, 13 - 17, 20 - 28 |                      |                                              |                                                                                          |  |
|                           | Estadísticas S.Gao 30 Q.Wu 6 S.Gao 3          | Reporte Pts Reb Asts | Estadísticas D.Ramos 17 D.Ramos 10 D.Ramos 4 | Pabellón: Podvinny Mlyn Arena Árbitros: Rüstü Nuran Steven Marquis Anderson Borys Shulga |  |

| 3 de julio de 2013, 20:15 | Rusia                                             | 61–78                | Australia                                  |                                                                                          |  |
|                           | Parciales: 14 - 12, 13 - 21, 21 - 22, 13 - 23     |                      |                                            |                                                                                          |  |
|                           | Estadísticas I.Kanygin 17 M.Kulagin 10 S.Annaev 3 | Reporte Pts Reb Asts | Estadísticas D.Exum 20 D.Pineau 6 D.Exum 6 | Pabellón: Podvinny Mlyn Arena Árbitros: Nicolas Maestre Ricor Buaron Guilherme Locatelli |  |

| 3 de julio de 2013, 20:15 | Estados Unidos                                   | 71–62                | Serbia                                      |                                                                                              |  |
|                           | Parciales: 19 - 15, 16 - 11, 15 - 21, 21 - 15    |                      |                                             |                                                                                              |  |
|                           | Estadísticas J.Okafor 16 A.Gordon 9 J.Robinson 3 | Reporte Pts Reb Asts | Estadísticas V.Micic 24 N.Jokic 7 V.Micic 3 | Pabellón: O2 Arena Prague Árbitros: Roberto Chiari Robert Vycklicky Alejandro Sánchez Varela |  |

#### Definición puestos 9°-12°
| 5 de julio de 2013, 8:55 | Irán                                                                | 53–63                | Brasil                                               |                                                                                  |  |
|                          | Parciales: 10 - 19, 11 - 14, 15 - 14, 17 - 16                       |                      |                                                      |                                                                                  |  |
|                          | Estadísticas B.Yakhchalidehkordi 17 H.Rahmati 7 H.Beigiarbatsofla 2 | Reporte Pts Reb Asts | Estadísticas L.Demetrio 14 L.Demetrio 8 D.Siqueira 3 | Pabellón: O2 Arena Prague Árbitros: Robert Vyklicky Milija Vojinovic Marwan Egho |  |

| 5 de julio de 2013, 11:00 | Argentina                                       | 59–63                | Rusia                                                |                                                                                           |  |
|                           | Parciales: 16 - 25, 14 - 9, 18 - 13, 11 - 16    |                      |                                                      |                                                                                           |  |
|                           | Estadísticas G.Torres 15 G.Torres 10 G.Torres 3 | Reporte Pts Reb Asts | Estadísticas M.Kulagin 20 M.Kulagin 16 S.Ilnitskiy 2 | Pabellón: O2 Arena Prague Árbitros: Benjamín Jiménez Trujillo Saso Petek Roberto Oliveros |  |

#### Undécimo puesto
| 6 de julio de 2013, 8:45 | Irán                                                        | 79–68                | Argentina                                         |                                                                                  |  |
|                          | Parciales: 20 - 12, 19 - 14, 26 - 19, 14 - 23               |                      |                                                   |                                                                                  |  |
|                          | Estadísticas S.Mashayekhi 26 M.Yousofvand 12 S.Mashayekhi 3 | Reporte Pts Reb Asts | Estadísticas J. Vaulet 20 G. Torres 8 G. Torres 2 | Pabellón: O2 Arena Prague Árbitros: Luis Roberto Vazquez Saso Petek Ricor Buaron |  |

#### Noveno puesto
| 6 de julio de 2013, 11:00 | Brasil                                         | 53–60                | Rusia                                            | |  |
|                           | Parciales: 14 - 19, 9 - 8, 11 - 15, 19 - 18    |                      |                                                  | |  |
|                           | Estadísticas D.Ramos 20 D.Ramos 7 A.Da Silva 2 | Reporte Pts Reb Asts | Estadísticas M.Kulagin 19 M.Kulagin 8 S.Annaev 6 | Pabellón: O2 Arena Prague Árbitros: Christopher Antony Reid Milija Vojinovic David Joao Domingos Manuel |  |

## Fase final
|  | Cuartos de final | Cuartos de final |                |           | Semifinales | Semifinales |  |        | Final | Final |  |
|  |                  |                  |                |           |             |             |  |        |       |       |  |
|  |                  |                  |                |           |             |             |  |        |       |       |  |
|  | España           | 76               |                |           |             |             |  |        |       |       |  |
|  | España           | 76               |                |           |             |             |  |        |       |       |  |
|  | Australia        | 87               |                |           |             |             |  |        |       |       |  |
|  | Australia        | 87               |                | Australia | 58          |             |  |        |       |       |  |
|  |                  |                  |                | Australia | 58          |             |  |        |       |       |  |
|  |                  |                  | Serbia         | 63        |             |             |  |        |       |       |  |
|  | Croacia          | 66               | Serbia         | 63        |             |             |  |        |       |       |  |
|  | Croacia          | 66               |                |           |             |             |  |        |       |       |  |
|  | Serbia           | 73               |                |           |             |             |  |        |       |       |  |
|  | Serbia           | 73               |                |           |             |             |  | Serbia | 68    |       |  |
|  |                  |                  |                |           |             |             |  | Serbia | 68    |       |  |
|  |                  |                  | Estados Unidos | 82        |             |             |  |        |       |       |  |
|  | Lituania         | 89'              | Estados Unidos | 82        |             |             |  |        |       |       |  |
|  | Lituania         | 89'              |                |           |             |             |  |        |       |       |  |
|  | China            | 58               |                |           |             |             |  |        |       |       |  |
|  | China            | 58               |                | Lituania  | 60          |             |  |        |       |       |  |
|  |                  |                  |                | Lituania  | 60          |             |  |        |       |       |  |
|  |                  |                  | Estados Unidos | 100       |             |             |  |        |       |       |  |
|  | Canadá           | 67               | Estados Unidos | 100       |             |             |  |        |       |       |  |
|  | Canadá           | 67               |                |           |             |             |  |        |       |       |  |
|  | Estados Unidos   | 109              |                |           |             |             |  |        |       |       |  |
|  | Estados Unidos   | 109              |                |           |             |             |  |        |       |       |  |
|  |                  |                  |                |           |             |             |  |        |       |       |  |

### Cuartos de final
| 5 de julio de 2013, 13:15 | Lituania                                              | 89–58                | China                                 |                                                                                            |  |
|                           | Parciales: 18 - 18, 26 - 14, 27 - 13, 18 - 13         |                      |                                       |                                                                                            |  |
|                           | Estadísticas J.Gintvainis 12 D.Krestinin 11 T.Dimsa 4 | Reporte Pts Reb Asts | Estadísticas S.Yuan 18 Q.wu 6 S.Gao 2 | Pabellón: O2 Arena Prague Árbitros: Roberto Chiari Naohiko Uchihara Cristopher Antony Reid |  |

| 5 de julio de 2013, 15:30 | España                                        | 76–87                | Australia                                   |                                                                                                   |  |
|                           | Parciales: 15 - 19, 16 - 26, 17 - 21, 28 - 21 |                      |                                             |                                                                                                   |  |
|                           | Estadísticas A.Diaz 19 J.Saiz 9 D.Brizuela 1  | Reporte Pts Reb Asts | Estadísticas D.Exum 33 D.Pineau 13 D.Exum 4 | Pabellón: O2 Arena Prague Árbitros: Panagiotis Anastopoulos Borys Shulga Alejandro Sánchez Varela |  |

| 5 de julio de 2013, 18:00 | Croacia                                         | 66–73                | Serbia                                       |                                                                                                 |  |
|                           | Parciales: 17 - 24, 18 - 14, 16 - 21, 15 - 14   |                      |                                              |                                                                                                 |  |
|                           | Estadísticas D.Saric 30 D.Saric 9 M.Junakovic 4 | Reporte Pts Reb Asts | Estadísticas M.Andric 20 V.Micic 8 V.Micic 8 | Pabellón: O2 Arena Prague Árbitros: Luis Roberto Vazquez Perry Stothart Steven Marquis Anderson |  |

| 5 de julio de 2013, 20:15 | Canadá                                              | 67–109               | Estados Unidos                                  |                                                                                              |  |
|                           | Parciales: 22 - 30, 16 - 23, 12 - 31, 17 - 25       |                      |                                                 |                                                                                              |  |
|                           | Estadísticas X.Rathan-Mayes 14 A.Okolie 6 K.Keane 4 | Reporte Pts Reb Asts | Estadísticas M.Smart 14 J.Okafor 8 R.Sulaimon 4 | Pabellón: O2 Arena Prague Árbitros: Grzegorz Ziemblicky Alexey Davydov Naftal Candido Chongo |  |

#### Definición puestos 5°-8°
| 6 de julio de 2013, 13:15 | España                                        | 75–64                | Croacia                                     | |  |
|                           | Parciales: 19 - 20, 19 - 16, 19 - 12, 18 - 16 |                      |                                             | |  |
|                           | Estadísticas J.Saiz 16 J.Saiz 16 D.Brizuela 4 | Reporte Pts Reb Asts | Estadísticas D.Saric 20 D.Saric 9 D.Saric 5 | Pabellón: O2 Arena Prague Árbitros: Panagiotis Anastopoulos Grzegorz Ziemblicky Guilherme Locatelli |  |

| 6 de julio de 2013, 15:30 | China                                                        | 100–110              | Canadá                                                |                                                                                         |  |
|                           | Parciales: 15 - 18, 17 - 14, 28 - 22, 18 - 24 (T.E.: 6 - 16) |                      |                                                       |                                                                                         |  |
|                           | Estadísticas S.Yuan 30 Q.Zhou 14 J.Zhao 11                   | Reporte Pts Reb Asts | Estadísticas T.McIntyre 42 X.Rathan-Mayes 9 K.Keane 7 | Pabellón: O2 Arena Prague Árbitros: Robert Vyklicky Leandro Nicolas Lezcano Marwan Egho |  |

### Séptimo puesto
| 7 de julio de 2013, 13:15 | Croacia                                           | 80–94                | China                                  |                                                                                        |  |
|                           | Parciales: 14 - 28, 12 - 22, 20 - 25, 34 - 19     |                      |                                        |                                                                                        |  |
|                           | Estadísticas J.Mustapic 24 J.Mustapic 7 J.Gulam 8 | Reporte Pts Reb Asts | Estadísticas S.Gao 33 S.Gao 7 J.Zhao 8 | Pabellón: O2 Arena Prague Árbitros: Nicolas Maestre Guilherme Locatelli Alexey Davydov |  |

### Quinto puesto
| 7 de julio de 2013, 15:30 | España                                        | 72–68                | Canadá                                              |                                                                                           |  |
|                           | Parciales: 14 - 8, 25 - 18, 21 - 20, 12 - 22  |                      |                                                     |                                                                                           |  |
|                           | Estadísticas J.Saiz 18 J.Saiz 11 D.Brizuela 5 | Reporte Pts Reb Asts | Estadísticas T.Lyles 25 T.Lyles 17 X.Rathan-Mayes 3 | Pabellón: O2 Arena Prague Árbitros: Rüstü Nuran Alejandro Sánchez Varela Milija Vojinovic |  |

### Semifinales
| 6 de julio de 2013, 18:00 | Australia                                    | 58–63                | Serbia                                             |                                                                               |  |
|                           | Parciales: 18 - 11, 7 - 21, 18 - 15, 15 - 16 |                      |                                                    |                                                                               |  |
|                           | Estadísticas D.Exum 21 N.Duncan 8 D.Exum 4   | Reporte Pts Reb Asts | Estadísticas N.Jankovic 20 N.Jankovic 16 V.Micic 8 | Pabellón: O2 Arena Prague Árbitros: Roberto Chiari Perry Stothart Rüstü Nuran |  |

| 6 de julio de 2013, 20:15 | Lituania                                           | 60–100               | Estados Unidos                                        |                                                                                                |  |
|                           | Parciales: 16 - 25, 10 - 22, 18 - 25, 16 - 28      |                      |                                                       |                                                                                                |  |
|                           | Estadísticas T.Dimsa 9 M.Grigonis 4 J.Gintvainis 3 | Reporte Pts Reb Asts | Estadísticas M.Smart 18 J.Winslow 9 N.Williams-Goss 5 | Pabellón: O2 Arena Prague Árbitros: Benjamín Jiménez Trujillo Nicolas Maestre Roberto Oliveros |  |

### 3 puesto
| 7 de julio de 2013, 18:00 | Australia                                     | 100–106              | Lituania                                         |                                                                                              |  |
|                           | Parciales: 18 - 21, 16 - 21, 28 - 14, 23 - 29 |                      |                                                  |                                                                                              |  |
|                           | Estadísticas D.Exum 28 D.Pineau 17 D.Exum 5   | Reporte Pts Reb Asts | Estadísticas T.Dimsa 19 M.Geben 9 J.Gintvainis 3 | Pabellón: O2 Arena Prague Árbitros: Luis Roberto Vazquez Grzegorz Ziemblicki Robert Vyklicky |  |

### Final
| 7 de julio de 2013, 20:15 | Serbia                                          | 68–82                | Estados Unidos                                  |                                                                                                 |  |
|                           | Parciales: 22 - 26, 16 - 14, 13 - 17, 17 - 25   |                      |                                                 |                                                                                                 |  |
|                           | Estadísticas J.Novak 21 N.Jankovic 8 V.Micic 10 | Reporte Pts Reb Asts | Estadísticas M.Harrell 17 A.Gordon 6 E.Payton 6 | Pabellón: O2 Arena Prague Árbitros: Panagiotis Anastopoulos Cristopher Antony Reid Borys Shulga |  |

- Datos: Q4629330